# یوبیاجا
یوبیاجا (به لاتین: Ubiaja) یک زیستگاه انسانی در نیجریه است که در Esan South-East واقع شده‌است.